# Victoria County, Nova Scotia
Victoria County är ett county i Kanada.   Det ligger i provinsen Nova Scotia, i den östra delen av landet, 1 200 km öster om huvudstaden Ottawa. Victoria County ligger på ön Kap Bretonön.
I omgivningarna runt Victoria County växer i huvudsak blandskog. Trakten runt Victoria County är nära nog obefolkad, med mindre än två invånare per kvadratkilometer.